# Journal of the American Academy of Religion
Journal of the American Academy of Religion (с англ. — «Журнал Американской академии религии») — религиоведческий рецензируемый научный журнал издаваемый Американской академией религии и издательством Оксфордского университета.

## История
Основан в 1933 году как «Журнал Библии и религии» (англ. Journal of Bible and Religion). С 1966 года носит нынешнее название. 

## Редакционная коллегия
Главный редактор —
- Адреа Р. Джейн[a].

Заместители главного редактора —
- Пол Брамадат[b];
- Тимоти С. Доби[c];
- Эми Голливуд[d];
- Заян Кассам[e];
- Кэтрин Лофтон[f];
- Ли Эрик Шмидт[g];
- Мелисса М. Уилкокс[h].

Члены —
- Шахзад Башир[i];
- Уитни Бауманн[j];
- Аиша Белисо-Де Хесус[англ.][k];
- Геймон Беннетт[l];
- Лорилиай Бьернакки[m];
- Джозеф Бланкхолм[n];
- Джозеф Бульбулия[англ.][o];
- Марк Ченси[p];
- Сильвия Чан-Малик[q];
- Эдвард Е. Кёртис IV[r];
- Эйприл Деконик[англ.][s];
- Аня П. Фоксен[t];
- Холли Гэйли[u];
- Насер Гобадзаде[v];
- Энн Глейг[w];
- Эллен Голдберг[x];
- Юдин Корнберг Гринберг[y];
- Мона Хассан[z];
- Мэттью С. Хэдстром[aa];
- Дерек С. Хикс[ab];
- Эрик Хоенес дель Пинал[ac];
- Сара Х. Джейкобом[ad];
- Джейсон А. Джозефсан-Сторм[ae];
- Джонатон Кан[af];
- Мартин Кавка[ag];
- Джеффри Дж. Крайпл[ah];
- Томас А. Льюис[ai];
- Али Алтаф Миан[aj];
- Ричард Б. Миллер[ak];
- Кристофер Оккер[англ.][al];
- Аталия Омер[am];
- Хью Р. Пейдж-младший[англ.][an];
- Лори Л. Паттон[англ.][ao];
- С. Брент Родригес-Плат[ap];
- Лила Прасад [aq];
- Салли М. Промей[ar];
- Йоханнес Куак[as];
- Брайан Ренни[англ.][at];
- Синтия Л. Ригби[au];
- Мэри-Джейн Рубинштейн[av];
- Валид Салех[aw];
- Ноа Саломон,[ax];
- Арлин М. Санчес-Уолш[ay];
- Донован О. Шефер[az];
- Лиза Х. Сидерис[ba];
- Дайан М. Стюарт[англ.][bb];
- Тони К. Стюарт[bc];
- Анна Сан[bd];
- Ори Тавор[be];
- Хью Б. Урбан[англ.][bf];
- Энни Валлели[bg];
- Тиса Венгер[bh];
- Андреа К. Уайт[bi];
- Дебора Уайтхолл[bj];
- Дайан Уинстон[англ.][bk]

## Реферирование и индексирование
Журнал реферируется и индексируется, как Arts and Humanities Citation Index, Book Review Index, British Humanities Index, Current Contents/Arts & Humanities, Humanities Index, International Bibliography of Book Reviews, International Bibliography of Periodical Literature, Old Testament Studies, ProQuest, Religion Index One: Periodicals, Religious and Theological Abstracts, Science Citation Index, Scopus, Social Services Abstracts, Sociological Abstracts и the Wilson OmniFile Full Text Mega Edition.